# Félix José da Costa Sotto Mayor
Felix José da Costa Sotto Mayor (Angra do Heroísmo, 16 de Fevereiro de 1853 — Ponta Delgada, 9 de junho de 1927) foi um bacharel em Direito pela Universidade de Coimbra (1879), advogado em Angra do Heroísmo e conservador privativo do registo predial na Praia da Vitória e em Ponta Delgada. Foi professor e reitor do Liceu Nacional de Ponta Delgada. Notabilizou-se no campo do jornalismo político, sendo editor de vários periódicos.

## Biografia
Félix José da Costa Sotto Mayor nasceu em Angra do Heroísmo, filho de Félix José da Costa e de sua mulher Maria Paula Leal Borges Pacheco Sotto Mayor. Casou na Sé de Angra com Maria do Livramento da Rocha Abreu.
Depois de completar os estudos secundários em Angra do Heroísmo, formou-se em Direito na Universidade de Coimbra em 1879, regressando nesse ano à ilha Terceira, onde abriu banca de advogado em Angra do Heroísmo. Em 1883 foi nomeado conservador privativo do Registo Predial da Praia da Vitória. Nos anos de 1883-1884 foi provedor da Santa Casa da Misericórdia de Angra do Heroísmo e vogal efetivo do Conselho Distrital de Angra do Heroísmo. Foi colaborador de diversos periódicos, revelando-se um combativo jornalista político.
Foi transferido em 1885, a seu pedido, para o lugar de conservador do Registo Predial de Ponta Delgada, fixando-se naquela cidade da ilha de São Miguel. Em Ponta Delgada, para além das suas funções no Registo Predial, dedicou-se a outras actividades, entre as quais a advocacia e o professorado liceal. Foi provedor da Santa Casa da Misericórdia de Ponta Delgada (1890-1891 e 1911), comissário da Instrução Pública e reitor do Liceu de Ponta Delgada. Foi também juiz auditor administrativo do Distrito de Ponta Delgada e presidente da direção do Asilo da Infância Desvalida de Ponta Delgada.
Distinguiu-se ao ser nomeado reitor do Liceu de Ponta Delgada, cargo que exerceu de 1901 até 1904, período em que a instituição foi promovida à categoria de Liceu Central.

## Relações Familiares
Foi casado com D. Maria do Livramento da Rocha e Abreu, de quem teve:
- Félix de Abreu Souto-Maior (Angra, 7 de dezembro de 1881 — Ponta Delgada, 14 de fevereiro de 1949), bacharel em Direito pela Universidade de Coimbra, conservador do Registo Predial da Povoação (1910) e de Ponta Delgada (1911), advogado e sub-delegado do Procurador Régio;
- Abel de Abreu Sotto Mayor, militar e escritor, governador civil de Ponta Delgada;
- Rosa de Abreu Sotto Mayor, nascida em 25 de Fevereiro de 1887 e casada com Martim Machado de Faria e Maia.